# Kungajaktmuseet Älgens berg
Kungajaktmuseet Älgens berg är ett naturmuseum på Bergagården i Ekopark Halle-Hunneberg på Hunneberg i Vänersborgs kommun.
Kungajaktmuseet Älgens Berg berättar om älgen, bergen Halleberg och Hunnebergs natur och kulturhistoria samt om kungajakterna där. Museet drivs av  Hunnebergs Kungajakt- och Viltmuseum AB, ett av Vänersborgs kommun helägt bolag.
Sveriges kung har haft jakträtten på Halleberg och Hunneberg sedan 1351, då bergen utsågs till kunglig djurgård. Den traditionella kungajakten infördes 1885 av Oscar II. I museets permanenta utställning skildras dessa jakter i bild. 
I museet finns också en utställning om Ekopark Halle-Hunneberg, där markägaren Sveaskog skildrar ekoparkens djur, natur och kultur.